# RasterDesk
RasterDesk — профессиональный растровый редактор и векторизатор, предназначенный для работы со сканированными документами в AutoCAD. RasterDesk входит в серию программных продуктов Raster Arts.

## История версий программы
- Апрель 2000 г. — RasterDesk v.2000 с поддержкой AutoCAD 2000
- Март 2001 г. — RasterDesk v.4.0 с поддержкой AutoCAD 2000
- Ноябрь 2001 г. — RasterDesk v.5.0 с поддержкой AutoCAD 2000
- Март 2003 г. — RasterDesk v.5.2 с поддержкой AutoCAD 2002
- Июль 2003 г. — RasterDesk v.5.5 с поддержкой AutoCAD 2004
- Июнь 2004 г. — RasterDesk v.6.0 с поддержкой AutoCAD 2004
- Май 2006 г. — RasterDesk v.6.0 SP4 с поддержкой AutoCAD 2006
- Сентябрь 2006 г. — RasterDesk v.7.0 с поддержкой AutoCAD 2006
- Март 2007 г. — RasterDesk v.7.1 с поддержкой AutoCAD 2007
- Ноябрь 2007 г. — RasterDesk v.7.5 с поддержкой AutoCAD 2008
- Январь 2009 г. — RasterDesk v.8.0 с поддержкой AutoCAD 2009
- Апрель 2010 г. — RasterDesk v.9.0 с поддержкой AutoCAD 2010
- Август 2010 г. — RasterDesk v.9.1 с поддержкой AutoCAD 2011
- Декабрь 2011 г. — RasterDesk v.10.0 с поддержкой AutoCAD 2012
- Декабрь 2013 г. — RasterDesk v.11.0 с поддержкой AutoCAD 2014
- Декабрь 2018 г. — RasterDesk v.17.0 с поддержкой AutoCAD 2015-2018
- Декабрь 2019 г. — RasterDesk v.18.0 с поддержкой AutoCAD 2019-2020
- Январь 2020  — RasterDesk v.22.0 с поддержкой AutoCAD 2018-2022

## Возможности

### Сканирование
Для сканирования в RasterDesk предназначен специальный модуль WiseScan LE, представляющий собой комплексную систему управления широкоформатными сканерами на аппаратном уровне или с помощью TWAIN-интерфейса.

### Фильтрация
Для повышения качества отсканированных документов в RasterDesk используется монохромные и цветные фильтры и команды: удаление «мусора», заливка «дырок», утолщение, утоньшение, сглаживание линий, инверсия, размытие растра, адаптивное размытие, контурная резкость, усреднение, бинаризация, адаптивная бинаризация, контурная резкость.

### Устранение искажений
Для устранения линейных и нелинейных деформаций в программе реализованы следующие инструменты:
- устранение перекоса в ручном и автоматическом режимах;
- коррекция по четырем точкам (применяется для чертежей и документов с прямоугольной рамкой);
- калибровка (применяется для устранения перекосов на сканированных планшетах и картах).

### Редактирование
RasterDesk позволяет редактировать загруженные в AutoCAD растровые изображения без их перевода в векторный формат. В программе реализованы следующие методы выбора растровых данных:
- площадной метод позволяет выбирать часть растрового изображения или все изображение целиком;
- объектный метод позволяет выбирать элементы растрового изображения с распознаванием их геометрии.

Использование объектного метода выбора дает возможность редактировать растровую графику инструментами редактирования AutoCAD с использованием инструментов точного рисования (объектные и относительные привязки).

### Векторизация
RasterDesk позволяет переводить растровую графику в векторный вид. В программе реализованы следующие методы векторизации:
- автоматическая векторизация — позволяет векторизовать все изображение в автоматическом режиме с заданными параметрами;
- полуавтоматическая векторизация (трассировка) — позволяет векторизовать отдельные элементы растрового изображения в ручном режиме;
- цветная векторизация — позволяет векторизовать цветное растровое изображение в автоматическом режиме с разделением векторов на отдельные слои.

### Распознавание текста
Для распознавания текста в RasterDesk Pro внедрено оптическое распознавание символов ABBYY FineReader — модуль, который можно использовать и как самостоятельную команду, для распознавания сканированных текстовых документов и в процессе автоматической векторизации.

### Коррекция результатов векторизации
Для устранения дефектов после автоматической векторизации в RasterDesk используются следующие команды:
- автоматическая коррекция векторов;
- автоматическая коррекция полилиний;
- команда «Собрать в полилинию».

### Растеризация
RasterDesk позволяет переводить векторную графику в растровый формат в автоматическом режиме при помощи растеризации.

## Поддерживаемые форматы файлов
- BMP, CALS1, FLIC, GEOSPOT, TIFF, JPEG, GIF, IG4, IGS, JFIF, PCX, PICT, PNG, RSL, TGA.
- CWS (документ Spotlight версий 5.x, 6.х, 7.x, 8.0, 9.0), DWG/DXF (версии AutoCAD с 2000 до 2020).

## Статьи
- Комаркова И., Шустиков И. Комплексное проектирование с RasterDesk // CADmaster, № 41/1, 2008. — Москва: Фабрика офсетной печати, 2008. — С. 3.
- Прибытко Г. Работа без RasterDesk была бы немыслима... // САПР и графика, №7, 2006. — Москва: Талер Принт, 2006. — С. 4.
- Каплун Я. Жизнь самолета начинается с чертежа // CADmaster, № 23/3.2004. — Москва: Фабрика офсетной печати, 2004. — С. 3.